# DUEL JACK
『DUEL JACK』（デュエル ジャック）は伊原しげかつによるデュエル・マスターズ攻略漫画。小学館の雑誌『別冊コロコロコミックSpecial』で2003年4月号から2006年8月号まで連載されていた。コミックスは全4巻。また、同時期の「小学三年生」等にも番外編4コマが連載されていた。

## 概要
主人公「火野マナト」の前に、デュエルジャッカー「ショー」が出現。マナトにデュエル・マスターズのおもしろさを伝えようとする。最初は拒んでいたマナトだが、レアカード「メテオ・ドラゴン」のかっこ良さに惚れ込み、以降「ショー」にデュエルを教えてもらうということとなった。
デュエル・マスターズ攻略漫画というだけあって、デュエル・マスターズのシステムや、最新弾の能力の紹介などがされている。また、途中からは、作品の最後には、漫画で使ったデッキがわかる「デッキレシピ」が公開されるようになり、攻略漫画としてはかなり明細なものとなった。ショーのクリーチャーのモノマネも人気で、読者応援の欄では、「モノマネもっとして!」というものが多い。

## 登場人物
デュエルジャッカー「ショー」
本作の主人公。マナト等にデュエルのおもしろさを伝える。腕ももちろん強い。クリーチャーのモノマネが得意。実在し、実際のデュエル・マスターズの大会にて、司会・進行を務める。アニメ版「デュエル・マスターズ」のデュエルジャッカーショーとは性格が違う。
火野マナト（属性：火）
元は球技好きの少年だったが、今では立派なデュエリストである。主に火文明デッキを扱うのだが、最近は光文明や闇文明を使うことが多くなった。ツッコミ担当。
水野（属性：水）
水単色デッキを使う、水泳選手（？）デュエリスト。マナトのライバル。ショーの指導により、デュエルのときはいつも水泳服を着ている。女子にモテており、バレンタインには大量のチョコが送られてくる。
呪井カケル（属性：闇）
闇単色デッキを使うデュエリスト。藁人形を持っていて、よくデュエルの相手を呪おうとする。よく気味の悪い笑い方をする。(いつもうひょひょひょと笑っている）
覇羽あゆ（属性：光）
大型ブロッカーを中心とした光文明使いのギャル系デュエリスト。キラキラした物が大好きで、特に大型ブロッカーかつキラキラと輝くスーパーレア仕様の「グランギューレ」がお気に入り。
金塚井アラシ（属性：自然）
「金塚井コンツェルン」の御曹司。その名のとおり金遣いが荒く、最新パックを全て買い占めた事がある。
マナトの友達
マナトがデッキを組んでいるときによくのぞき込んでいる。また、マナトが「名毛タマオ」に負けたとき、「なに負けてんだよー」といっていた。
身長はマナトと同じに見えるが、マナトは髪が立っているので、マナトより高いと思われる。

## マナトの使用デッキ
- メテオ・ドラゴン中心核デッキ・マナトが第1話で使用。1回だけおじいちゃんに負けるが改良してリベンジに成功する。
- シールドトリガーデッキ・第2話で使用。
- 水・火文明デッキ・第3話で使用。コンボをすることを目安としたデッキ。
- 内容不明デッキ・4話で使用。デュエルシーンがカットされているため内容不明。いずれもこのデッキで負けている。
- ボルシャック・ドラゴンデッキ・第5話で使用。
- デュアルファングデッキ・エウロピカを対策したデッキ。第6話で使用。
- 水単デッキ・水野のデッキで第7話で使用、ドクターハギーに負けてしまう。
- 火・闇混合デッキ・第8話で使用。
- バイラスゲイル呪文デッキ・第10話で使用。一番初めにレシピが紹介されたデッキ（バジュラ以外の相場は、比較的安い）
- バジュラランデスデッキ・第11話で使用。
- ダークヒドラデッキ・第12でショーが使用。
- バーレスクデッキ・第13話で使用。最初20連敗するが改良して水野に勝つ。
- ブルーメルキスデッキ・第14話で使用。山の番人デュエリストに逆転勝ちする。
- マナブーストデッキ・第15話で使用。デュエリスト、団田団に負けてしまう。
- 火・自然2色デッキ・団にリベンジするために作ったデッキ。大会で団と当たる前に団が負けたためリベンジできなかった。同じく15話で使用。
- 戦場の暗黒皇女（スターターデッキ）デッキ・球技のライバルである初心者のタマオに負けてしまう。第16話で使用。
- 戦場の暗黒皇女（改造）デッキ・タマオにリベンジする時に使用。同じく16話内で登場。
- 光・自然デッキ・第17話で使用。ショーに負ける。
- ウェーブストライカーデッキ・第18話で使用。王円イノチに勝つ。
- 公式大会用デッキ・第19話で使用。
- ガルザークデッキ・第20話で使用。おばあちゃんとお年玉をかけてデュエルするのに使用した。
- 火・自然デッキ・第21話で使用。
- シンパシーデッキ・第22話で動物園から逃げた天才チンパンジーとデュエルするのに使用。
- クロスギア、ダイダロスデッキ・23話で使用。ショーの先祖とデュエルするのに使った。
- グラビティードラゴンデッキ・第24話で使用。ハギーと戦ったが負ける。
- 内容不明デッキ・25話で宇宙人とデュエルするのに使用。デュエルシーンがカットされているので内容不明。
- 光ブロッカーデッキ。第26話で使用。
- アルファアクセルデッキ・27話で使用。メタルカオスドラゴン、アルファディオスを中心としたデッキ。
- グラビティゼロデッキ・第29話で使用。
- 内容不明・30話でヘブンズ・ゲートデッキに負ける。
- 連続ドラゴンデッキ・31話で使用。マナト曰く「お年玉全て使って作ったデッキ」登場デッキの中では相場は二番目に高い。
- ストライク・バックデッキ・32話で使用。練習でショーに勝つ。
- ナスオ大活躍デッキ・第32話で使用。幸運デュエリスト少年、福野 神に勝つ。
- マルディス野菜デッキ・33話で使用。
- 闇・水デッキ・第34話で使用。
- グランド・デビル&グレート・メカオーデッキ・第35話で使用。本気のショーに勝つ。
- メテオ・ドラゴンデッキ・第36話で使用。公式大会の地区予選3位に入賞する。
- 構築済みデッキ「エンドレス・オール・デリート」の改造版デッキ。「ネバー・エンディング・ヒーロー」を使用するショーに勝つ。スーパーデッキクロスブックの特別編で使用。

## 最終回
『コロコロ』の連載は35話で終わっているが、最終回よりも前に描かれた公式大会編（全方位カードファイルに載っている）の話がコミック最終巻の4巻の最終話に当てられている（水野などのキャラが登場する前に描かれたのでマナトの回りの脇役が無名の友達しか登場していない）。

## コミックス
1. 2004年1月17日発売 ISBN 4091431615
2. 2004年11月26日発売 ISBN 4091431623
3. 2006年1月27日発売 ISBN 4091400701
4. 2006年8月28日発売 ISBN 4091401880